# Hisashi Shinma
Hisashi Shinma (新間寿 Shinma Hisashi?) (Tokio, 22 de marzo de 1935 - Tokio, 21 de abril de 2025) fue un promotor japonés de lucha libre profesional. Es conocido por su trabajo en los principios de New Japan Pro Wrestling y Universal Wrestling Federation, así como de la empresa estadounidense World Wide Wrestling Federation, en la que fue presidente de 1978 a 1984 antes de ser sucedido por Jack Tunney.

## Carrera
Después de entrenar en judo y culturismo durante su estancia en la universidad de Chuo, disciplinas en las que conoció a Toyonobori, luchador de sumo y por entonces miembro de Japan Wrestling Association, Hisashi fue contactado por él para su naciente empresa Tokyo Pro Wrestling como directivo. Sin embargo, esta compañía duró poco tiempo, y por ello Shinma se asoció con Antonio Inoki, quien por entonces estaba fundando New Japan Pro Wrestling.
Como director de ventas de NJPW, Shinma permaneció como una importante figura en la compañía durante años y fue autor empresarial de muchos de los elementos más memorables de New Japan, tal como la celebración del combate entre Inoki y Muhammad Ali, la creación de los campeonatos del International Wrestling Grand Prix, la compra de los derechos de Tiger Mask de Ikki Kajiwara para el personaje de Satoru Sayama, y el push de Akira Maeda. También permitió el acuerdo de trabajo con la World Wrestling Entertainment, momento en que ejerció como su presidente. Esto daría a luz a uno de los reinados titulares más polémicos, en el que Shinma anuló la victoria de Bob Backlund sobre Antonio Inoki en un combate por el WWF World Heavyweight Championship por una interferencia de Tiger Jeet Singh; Inoki dio la razón a Backlund y dejó vacante el título, que sería ganado por Bob en los Estados Unidos.  Junto a todo ello, Shinma y el vicepresidente Seiji Sakaguchi fueron hechos miembros de National Wrestling Alliance en lugar de Inoki, quien fue dejado fuera por influencia de Giant Baba.
En 1983, después de una serie de escándalos económicos en NJPW por parte de Inoki, Shinma y Kotetsu Yamamoto, los tres fueron degradados de sus puestos por un alzamiento en la empresa y Shinma fue expulsado. Temiendo que Inoki le siguiera, Hisashi fundó Universal Wrestling Federation, que albergó a otras figuras descontentas con New Japan como Akira Maeda y Satoru Sayama. Fueron éstos, particularmente Sayama, los que obligaron a Shinma a abandonar la UWF, y Hisashi se vio libre de nuevo. Shinma participó entonces en política al lado de Inoki, formando parte de su Partido de la Paz y los Deportes en la elección de miembros de la Cámara de Consejeros en 1992, pero dejó el partido después de la derrota de Antonio. Shinma y él se distanciaron por un tiempo, pero volvieron a trabajar juntos en el evento de artes marciales mixtas Jungle Fight de 2003.
El hijo de Hisashi, Hisatsune Shinma, también es promotor de lucha libre profesional, habiendo fundado Universal Lucha Libre al lado de Gran Hamada, un antiguo amigo de Hisashi. Junto a ello, Hisashi es tío de la famosa seiyu Minami Takayama y primo del tarento y legislador Masatsugu Shinma.

## Campeonatos y logros
- Wrestling Observer Newsletter Hall of Fame (clase de 1996)